# صموئيل لويس جيلمور
صموئيل لويس جيلمور (بالإنجليزية: Samuel Louis Gilmore)‏ هو محامي وسياسي أمريكي، ولد في 30 يوليو 1859 في نيو أورلينز في الولايات المتحدة، وتوفي في 18 يوليو 1910. حزبياً، نشط في الحزب الديمقراطي. وقد انتخب عضو مجلس النواب الأمريكي.